# Luigi Amedeo di Savoia-Aosta
Luigi Amedeo Giuseppe Maria Ferdinando Francesco di Savoia, I duca degli Abruzzi (Madrid, 29 gennaio 1873 – Villaggio Duca degli Abruzzi, 18 marzo 1933), è stato un nobile, ammiraglio, esploratore e alpinista italiano.
Uno dei più celebri membri della famiglia reale italiana, nel giro di poco più di un decennio, tra il 1897 e il 1909, ha compiuto le spedizioni che lo hanno reso internazionalmente celebre: nel 1897 la prima ascensione del Monte Saint Elias, in Alaska; nel 1900 la spedizione al Polo nord (a bordo della nave Stella Polare) che raggiunse la latitudine Nord più avanzata dell'epoca; nel 1906 l'esplorazione del massiccio africano del Ruwenzori e l'ascesa delle sue cime maggiori; nel 1909 la spedizione nel Karakorum, con il fallito tentativo di ascesa del K2 e il nuovo record mondiale di altitudine.
Durante la prima guerra mondiale è stato al comando della flotta alleata. In seguito si è dedicato fino alla sua morte a un innovativo progetto di sperimentazioni agricole e di cooperazione con popolazioni locali in Somalia.

## Biografia

### 1873-1891: infanzia e formazione
Essendo il primo figlio maschio nato dopo l'ascesa al trono del padre, Amedeo I di Spagna, viene investito del titolo di Infante, ma la sua nascita avviene in un momento critico per il regno di Spagna, in una situazione di massima insicurezza, con il paese sul punto di esplodere. La solenne cerimonia del suo battesimo è in effetti l'ultimo evento ufficiale a cui Amedeo I presenzia nel ruolo di re di Spagna: l'11 febbraio, quando il figlio neonato ha solo quattordici giorni di vita, pone fine al suo regno breve e tormentato con la propria abdicazione.
La famiglia rientra quindi a Torino e si stabilisce nel palazzo Cisterna. Luigi ha poco più di tre anni e mezzo quando nel novembre 1876 muore, a soli trent'anni, la madre Maria Vittoria, di salute cagionevole. E ne ha appena sei e mezzo quando nell'agosto 1879 viene arruolato come mozzo nella Regia Marina, per ricevere un'educazione militare, come da tradizione per i principi della casa reale, destinati a ricoprire alti gradi nelle forze armate.
Luigi trascorre gran parte delle sue vacanze in montagna, coltivando una passione condivisa da molti membri della famiglia reale, in particolare dalla principessa Margherita, dal 1878 regina d'Italia, che dedica una particolare cura ai tre nipoti rimasti senza madre. Durante l'estate Amedeo affida i figli allo scienziato e frate barnabita Francesco Denza, che li introduce alla pratica sportiva dell'alpinismo intesa come strumento didattico per l'apprendimento delle scienze naturali e l'arricchimento spirituale.
Nel dicembre 1884 diviene allievo di prima classe della Regia Accademia Navale di Livorno e si imbarca a bordo della fregata Vittorio Emanuele, condividendo studi e addestramento con un altro figlio illustre, il coetaneo Manlio Garibaldi, figlio dell'eroe risorgimentale, dimostrandosi un buon allievo, con una media di voti sopra i 16/20.
Nel luglio 1889, a soli sedici anni, viene nominato guardiamarina nel Corpo dello Stato Maggiore generale della Regia Marina e si imbarca sul brigantino Amerigo Vespucci, con cui compie la sua prima navigazione intorno al mondo, durante la quale conosce il tenente di vascello Umberto Cagni, fedele compagno di quasi tutte le sue future esplorazioni. Nel febbraio 1891, al suo rientro in patria dopo un viaggio durato quasi un anno e mezzo, è diventato sottotenente di vascello e, in seguito alla morte del padre avvenuta nel gennaio 1890, è stato nominato da re Umberto I duca degli Abruzzi.

### 1892-1896: le salite sulle Alpi, il primo contatto con l'Africa e la seconda circumnavigazione del globo
Dopo il viaggio del Vespucci, Luigi compie brevi crociere sulla nave scuola Venezia e sulla torpediniera 107 S. Si ritrova ad avere a disposizione abbastanza tempo per poter compiere tra il 1892 e il 1894 numerose impegnative ascensioni sulle Alpi, nel gruppo del Gran Paradiso, del Monte Rosa (Punta Dufour, Punta Gnifetti), nel Massiccio del Monte Bianco (Dente del Gigante, Aiguille du Moine, Petit Dru), accompagnato da guide quali Emile Rey di Courmayeur e Jean Antoine Maquignaz di Valtournenche. La più importante è, nell'agosto 1894, la salita del Cervino lungo la Cresta di Zmutt, insieme ad Albert Frederick Mummery, che aveva aperto la via nel 1879, a John Norman Collie e alla guida Joseph Pollinger, che gli vale la presidenza onoraria della sezione di Torino del CAI e l'ammissione nell'elitario Club Alpino Britannico. Il sodalizio alpinistico con Mummery non potrà però avere seguito, perché il celebre scalatore britannico muore nell'agosto 1895 durante il primo tentativo di ascesa del Nanga Parbat.
Nel giugno 1893 Luigi è assegnato come ufficiale in seconda alla cannoniera Volturno e nel giro di due mesi è promosso al grado di tenente di vascello. In settembre la nave è inviata in Somalia per sedare dei disordini e rimane a presidiare per un mese il porto di Mogadiscio, concedendo a Luigi la possibilità di avere un primo contatto con una terra di cui si innamora subito e a cui dedicherà gli ultimi anni della sua vita fino a considerarla la sua vera casa e a scegliere di morirvi.
Il 4 novembre 1894 salpa da Venezia sull'incrociatore Cristoforo Colombo per una missione diplomatica che dura ventisei mesi e che gli consente di compiere la sua seconda circumnavigazione del globo. Nel corso di questo viaggio, sbarcato a Victoria, nella British Columbia, viene a conoscenza dell'esistenza nella regione tra Alaska e Yukon di una cima inviolata di 5.489 metri, il Monte Saint Elias. Durante una sosta di un mese a Calcutta, viaggia attraverso l'India insieme ai colleghi ufficiali Umberto Cagni e Filippo De Filippi arrivando fino alle prime propaggini dell'Himalaya, da cui può vedere a distanza per la prima volta un ottomila, il Kangchenjunga.

### 1897-1898: la spedizione al Monte Saint Elias e le nuove ascese sulle Alpi

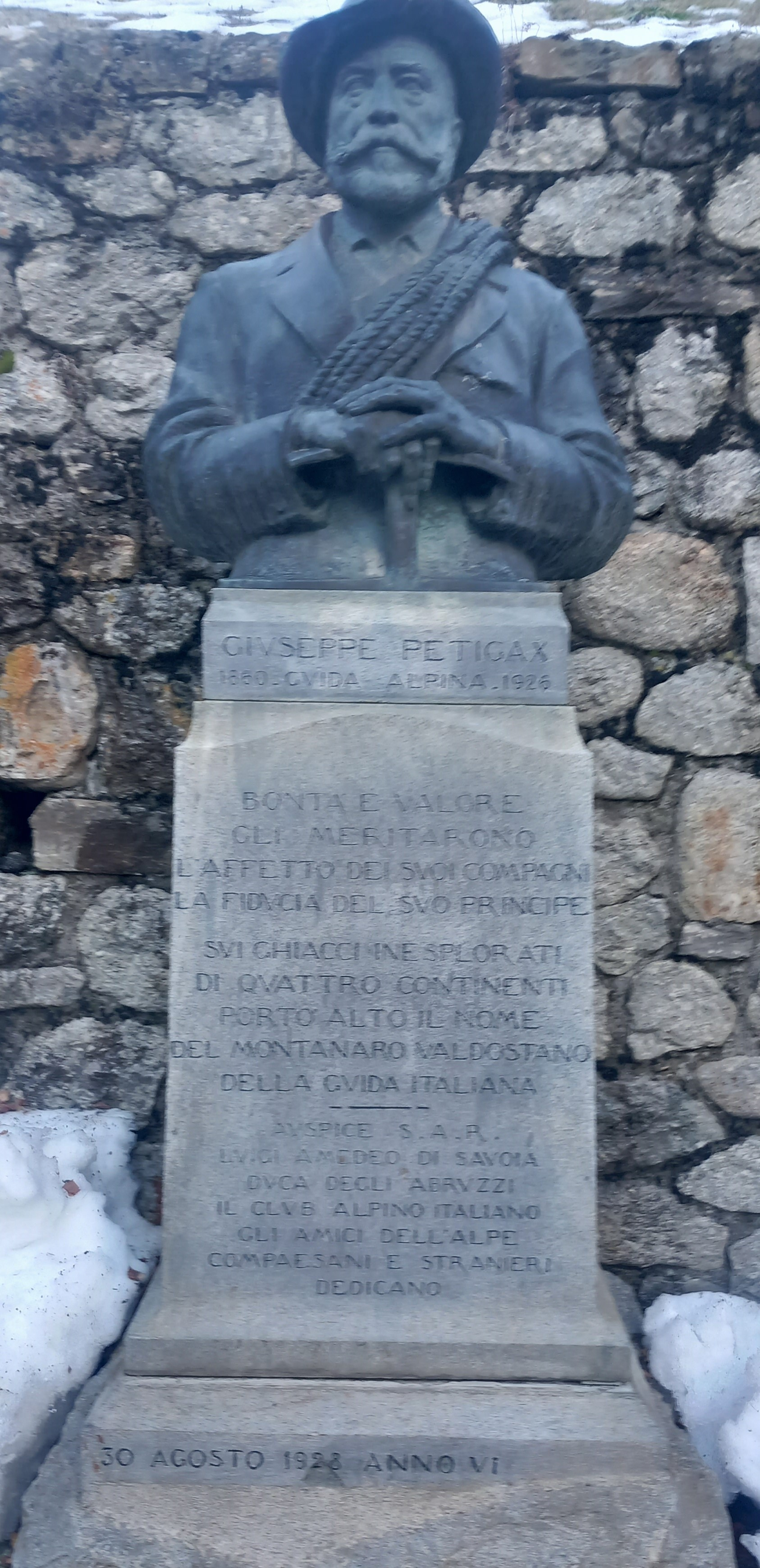
Busto di Petigax a Courmayeur

Nel 1897, rientrato dal giro del mondo, Luigi può riprendere l'attività alpinistica. Scomparsa nel 1895 la fidata guida Emile Rey, comincia ad accompagnarsi a un'altra guida di Courmayeur, Joseph Petigax, che lo affiancherà non solo nelle successive ascensioni alpine, scalando insieme cime inviolate, ma anche in tutte le spedizioni extraeuropee, dall'Alaska al Karakorum.
Il 1º agosto del 1897 la spedizione italiana capeggiata dal Duca degli Abruzzi e comprendente, tra gli altri, Umberto Cagni, Francesco Gonella, Filippo De Filippi e Vittorio Sella raggiunge per la prima volta la cima del Monte Saint Elias.
Nell'estate 1898 scala due delle cime delle Grandes Jorasses, che battezza punta Margherita e punta Elena in onore, rispettivamente, della zia Margherita e della cognata Elena d'Orléans, e l'Aiguille Sans Nom nel gruppo dell'Aiguille Verte che battezza Aiguille Petigax.

### 1899-1900: la spedizione al Polo Nord della naveStella Polare
Tra il 1899 ed il 1900 organizza la spedizione verso il Polo nord, che, il 25 aprile 1900, raggiungerà la massima latitudine artica di 86° 33' 49" a bordo della nave Stella Polare. A seguito dell'impresa viene promosso al grado di capitano di corvetta.

### 1901-1905: la terza circumnavigazione del globo
Tra il 1902 ed il 1904 affronta, per la terza volta, la circumnavigazione del globo a bordo dell'incrociatore Regia Nave Liguria.
A Singapore incontrò l'esploratore Giovanni Battista Cerruti di Varazze, e a Tientsin arrivò dopo la Rivolta dei Boxer del 1900.

### 1906: la spedizione al Ruwenzori

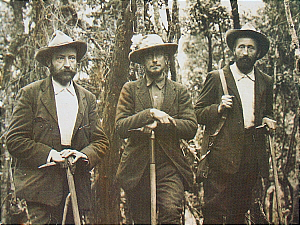
Il duca degli Abruzzi (al centro) con le guide di Courmayeur César Ollier e Joseph Petigax nella spedizione al Ruwenzori

Nel 1906, accompagnato dalle guide di Courmayeur Joseph e Laurent Petigax, Joseph Brocherel e César Ollier, esplora le maggiori vette del Ruwenzori, assegnandole i nomi "Margherita", "Umberto" e "Alessandra".

### 1909: la spedizione nel Karakorum
Nel 1909, accompagnato dalle guide di Courmayeur Joseph e Laurent Petigax, Joseph Brocherel e César Ollier, partecipa alla spedizione in Pakistan, sul massiccio del Karakorum, verso la vetta del K2.
All'inizio degli anni venti, il Duca ebbe una relazione molto seguita dalla stampa italiana e d'oltreoceano, sempre attenta agli scandali che riguardavano le teste coronate, con una ricca ereditiera americana, Katherine Elkins figlia del re del carbone e dell'acciaio, il senatore statunitense Davis Elkins, ma il cugino del Duca, il Re Vittorio Emanuele III (e soprattutto la regina madre Margherita) non gli concesse il permesso di sposarla per motivi mai ben chiariti ed oggetto di varie illazioni sulla stampa dell'epoca. Fondamentalmente per non destare il sospetto che un principe di casa Savoia potesse contrarre matrimonio con una donna non di sangue blu per ipotetici motivi di interesse.

Il K2 fotografato dal Duca degli Abruzzi

### 1914-1918: la Prima guerra mondiale

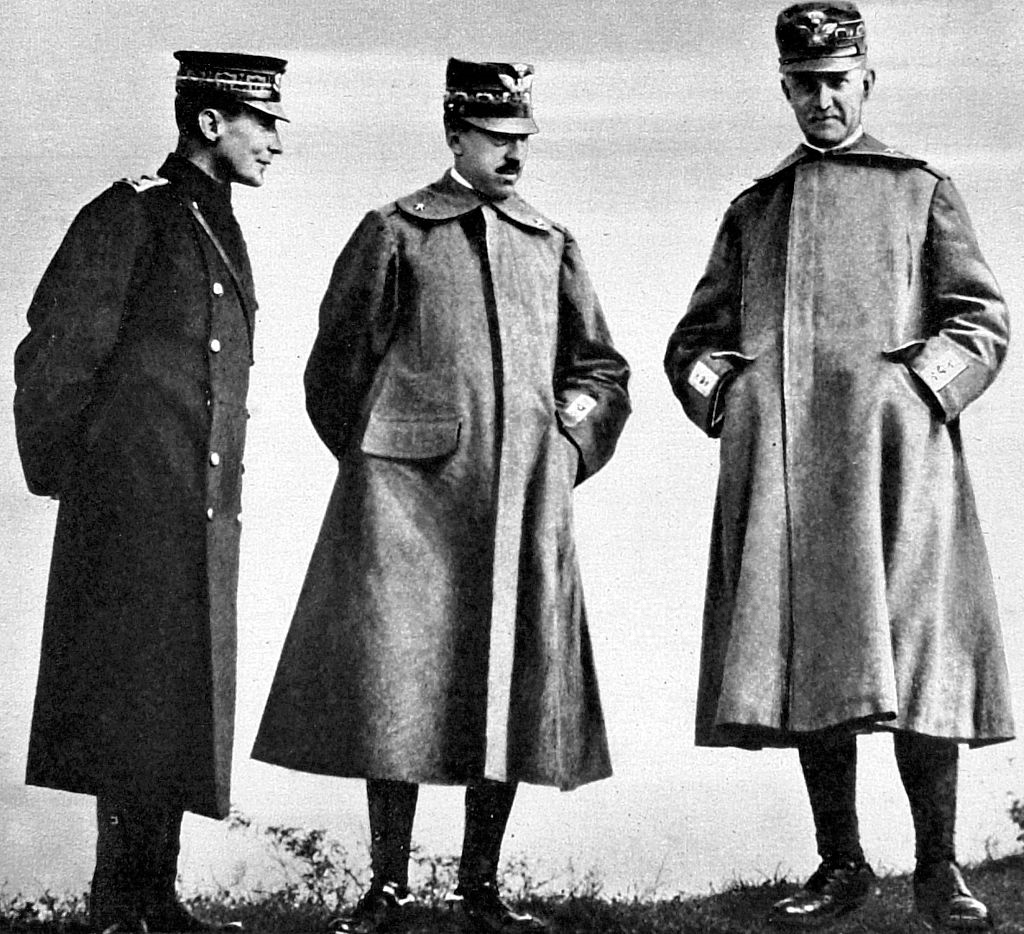
Sul fronte austriaco, il Duca degli Abruzzi (a sinistra, con divisa della Marina) testimonia il bombardamento della città di Gorizia, in compagnia del Conte di Torino (al centro) e del Duca d'Aosta comandante della III Armata (a destra)

Allo scoppio della prima guerra mondiale diviene comandante in capo delle Forze navali riunite con insegna sulla nave da battaglia Conte di Cavour distinguendosi nell'organizzazione dell'evacuazione di 185.000 profughi civili e militari serbi dalla costa albanese di cui 115.000 grazie alla flotta italiana. Viene in seguito rimosso dall'incarico per tensioni all'interno dello stato maggiore dovute a pressioni delle potenze alleate che volevano utilizzare la marina italiana a scopi puramente difensivi contrariamente a quelle che erano le intenzioni del Duca. La perdita di alcune navi, fra cui la corazzata Regina Margherita nel dicembre 1916, dopo l'urto contro due mine mentre tentava di uscire dal porto di Valona, portò alla decisione. La notizia della "rimozione" dall'incarico fu celata adducendo problemi di salute seguiti alla spedizione polare. Nel febbraio del 1918 viene promosso ammiraglio ma di fatto esautorato da incarichi operativi.

### 1919-1933: gli anni africani e la sepoltura
Intraprende in seguito un'operazione di una grande bonifica agraria in Somalia lungo la valle del fiume Uebi Scebeli di cui, nel 1928, nel corso della sua ultima esplorazione, scoprirà le sorgenti. Muore il 18 marzo 1933 nel villaggio "Duca degli Abruzzi" (oggi Johar), in Somalia, senza figli. Sembra che negli ultimi anni della sua vita, il Duca avesse una relazione con una giovane principessa somala di nome Faduma Ali. Secondo le sue volontà viene lì sepolto, sulle sponde del fiume Uebi Scebeli.
(Luigi Amedeo di Savoia-Aosta prima della sua partenza da Napoli il 7 febbraio 1933)
Nel 1992 la missione militare Restore Hope di supporto ai civili, tentò di recuperare i resti del Duca per sottrarli al rischio di profanazione ma infine, su richiesta della popolazione locale (cui acconsentì anche Amedeo d'Aosta), ancora molto legata al ricordo di un uomo che portò loro una vita dignitosa, la tomba fu lasciata in Somalia.

## Intitolazioni
Dopo la sua morte, la Regia Marina ha intitolato alla sua memoria un incrociatore che nel dopoguerra avrebbe anche ricoperto l'incarico di ammiraglia della Marina Militare Italiana. Alla Spezia è intitolata la caserma della Marina militare e la darsena principale della base navale.
Alla figura del Duca degli Abruzzi è stato dedicato dal Club Alpino Italiano il Museo nazionale della montagna di Torino, considerato uno dei più importanti al mondo, e che conserva anche una vasta documentazione su tutte le spedizioni alpinistiche extraeuropee realizzate da italiani.
Diversi rifugi alpini sono intitolati al Duca degli Abruzzi:
- Rifugio Duca degli Abruzzi all'Oriondé, in Valtournenche
- Rifugio Duca degli Abruzzi, sull'Appennino Tosco-Emiliano
- Rifugio Duca degli Abruzzi, nel Gran Sasso

Gli sono intitolate la scuola superiore "Luigi di Savoia" di Chieti, la scuola "Duca degli Abruzzi" di Treviso e la scuola elementare "Duca degli Abruzzi" di San Pietro all'Olmo.

## Influenza culturale

### Giovanni Pascoli e l'avventura al Polo Nord
Giovanni Pascoli condivise fortemente l'emozione che pervase l'opinione pubblica italiana per la spedizione al Polo del Duca degli Abruzzi. A essa dedicò due poesie, ora in "Odi e Inni": una fu dedicata "A Umberto Cagni", secondo nella spedizione con la "Stella Polare", l'altra espressamente "Al Duca degli Abruzzi e ai suoi compagni".
Nella poesia "Al Re Umberto", che rievoca l'assassinio, ritornò sull'argomento con questi versi: "Va... all'Ideale la barra!/ Va!... all'Ideale che è un punto/ ch'è un nulla; e la morte lo sbarra;/ ma quando sei giunto... sei giunto!/ Va, principe giovane e giovane/ Italia! Nel pelago eterno,/ va, cerca il tuo Polo; va, trova/ nel mondo infinito il tuo perno!/ Va, in mezzo alla grigia bufera,/ va, dove s'incontra e s'indora/ con questa che sembra una sera/la subita aurora!".

## Ascendenza
|                                         |                                           |                                      | Genitori                                  |  |  | Nonni |  |  | Bisnonni                |  |  | Trisnonni                          |  |
|                                         |                                           |                                      |                                           |  |  |       |  |  | Carlo Alberto di Savoia |  |  | Carlo Emanuele di Savoia-Carignano |  |
|                                         |                                           |                                      |                                           |  |  |       |  |  | Carlo Alberto di Savoia |  |  | Carlo Emanuele di Savoia-Carignano |  |
|                                         |                                           | Maria Cristina di Sassonia           |                                           |  |  |       |  |  | Carlo Alberto di Savoia |  |  |                                    |  |
| Vittorio Emanuele II di Savoia          |                                           |                                      |                                           |  |  |       |  |  | Carlo Alberto di Savoia |  |  |                                    |  |
|                                         |                                           | Maria Teresa d'Asburgo-Toscana       | Ferdinando III di Toscana                 |  |  |       |  |  |                         |  |  |                                    |  |
|                                         |                                           | Maria Teresa d'Asburgo-Toscana       | Ferdinando III di Toscana                 |  |  |       |  |  |                         |  |  |                                    |  |
|                                         |                                           | Maria Teresa d'Asburgo-Toscana       | Luisa Maria Amalia di Borbone-Due Sicilie |  |  |       |  |  |                         |  |  |                                    |  |
| Amedeo I di Spagna                      |                                           | Maria Teresa d'Asburgo-Toscana       |                                           |  |  |       |  |  |                         |  |  |                                    |  |
|                                         |                                           | Ranieri Giuseppe d'Asburgo-Lorena    | Leopoldo II d'Asburgo-Lorena              |  |  |       |  |  |                         |  |  |                                    |  |
|                                         |                                           | Ranieri Giuseppe d'Asburgo-Lorena    | Leopoldo II d'Asburgo-Lorena              |  |  |       |  |  |                         |  |  |                                    |  |
|                                         |                                           | Ranieri Giuseppe d'Asburgo-Lorena    | Maria Ludovica di Borbone-Spagna          |  |  |       |  |  |                         |  |  |                                    |  |
| Maria Adelaide d'Asburgo-Lorena         |                                           | Ranieri Giuseppe d'Asburgo-Lorena    |                                           |  |  |       |  |  |                         |  |  |                                    |  |
|                                         |                                           | Maria Elisabetta di Savoia-Carignano | Carlo Emanuele di Savoia-Carignano        |  |  |       |  |  |                         |  |  |                                    |  |
|                                         |                                           | Maria Elisabetta di Savoia-Carignano | Carlo Emanuele di Savoia-Carignano        |  |  |       |  |  |                         |  |  |                                    |  |
|                                         |                                           | Maria Elisabetta di Savoia-Carignano | Maria Cristina di Sassonia                |  |  |       |  |  |                         |  |  |                                    |  |
| Luigi Amedeo di Savoia-Aosta            |                                           | Maria Elisabetta di Savoia-Carignano |                                           |  |  |       |  |  |                         |  |  |                                    |  |
|                                         | Giuseppe Alfonso dal Pozzo della Cisterna | Giuseppe dal Pozzo della Cisterna    |                                           |  |  |       |  |  |                         |  |  |                                    |  |
|                                         | Giuseppe Alfonso dal Pozzo della Cisterna | Giuseppe dal Pozzo della Cisterna    |                                           |  |  |       |  |  |                         |  |  |                                    |  |
|                                         | Giuseppe Alfonso dal Pozzo della Cisterna | Enrichetta Caresana di Carizio       |                                           |  |  |       |  |  |                         |  |  |                                    |  |
| Carlo Emanuele dal Pozzo della Cisterna | Giuseppe Alfonso dal Pozzo della Cisterna |                                      |                                           |  |  |       |  |  |                         |  |  |                                    |  |
|                                         |                                           | Maria Anna Balbo Bertone             | Carlo Emanuele Balbo Bertone              |  |  |       |  |  |                         |  |  |                                    |  |
|                                         |                                           | Maria Anna Balbo Bertone             | Carlo Emanuele Balbo Bertone              |  |  |       |  |  |                         |  |  |                                    |  |
|                                         |                                           | Maria Anna Balbo Bertone             | Rosalia Asinari di San Marzano            |  |  |       |  |  |                         |  |  |                                    |  |
| Maria Vittoria dal Pozzo della Cisterna |                                           | Maria Anna Balbo Bertone             |                                           |  |  |       |  |  |                         |  |  |                                    |  |
|                                         |                                           | Werner de Merode-Westerlo            | Guillaume Maximillien de Mérode           |  |  |       |  |  |                         |  |  |                                    |  |
|                                         |                                           | Werner de Merode-Westerlo            | Guillaume Maximillien de Mérode           |  |  |       |  |  |                         |  |  |                                    |  |
|                                         |                                           | Werner de Merode-Westerlo            | Marie d'Ongnies                           |  |  |       |  |  |                         |  |  |                                    |  |
| Luisa Carolina Ghislaine di Merode      |                                           | Werner de Merode-Westerlo            |                                           |  |  |       |  |  |                         |  |  |                                    |  |
|                                         |                                           | Victoire de Spangen d'Uyternesse     | François de Spangen d'Uyternesse          |  |  |       |  |  |                         |  |  |                                    |  |
|                                         |                                           | Victoire de Spangen d'Uyternesse     | François de Spangen d'Uyternesse          |  |  |       |  |  |                         |  |  |                                    |  |
|                                         |                                           | Victoire de Spangen d'Uyternesse     | Louise Xavière de Flaveau de La Raudière  |  |  |       |  |  |                         |  |  |                                    |  |
|                                         |                                           | Victoire de Spangen d'Uyternesse     |                                           |  |  |       |  |  |                         |  |  |                                    |  |